# John Engler

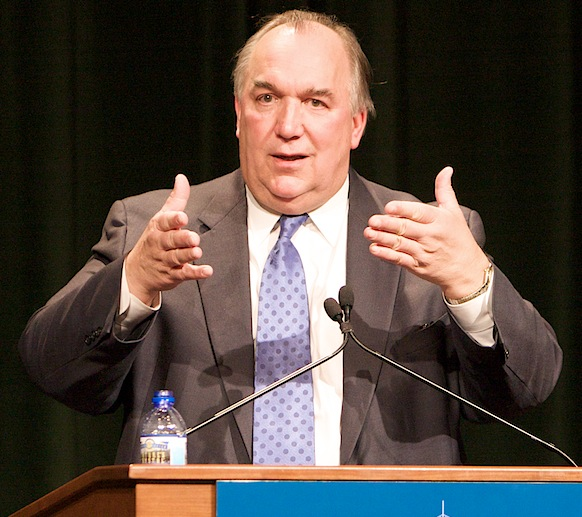
John Engler

John Mathias Engler (* 12. Oktober 1948 in Mount Pleasant, Michigan) ist ein US-amerikanischer Politiker. Von 1991 bis 2003 war er Gouverneur des US-Bundesstaates Michigan.

## Frühe Jahre und politischer Aufstieg
Der Katholik Engler wurde in Mount Pleasant, Michigan, geboren und wuchs auf dem landwirtschaftlichen Betrieb der Eltern auf. Schon während seiner Studienzeit engagierte er sich für die Republikanische Partei und war zeitweilig Vorsitzender der Studentengruppe der Republikaner an der Michigan State University. Nach Abschluss seines Landwirtschaftsstudiums 1971 wurde er in das Repräsentantenhaus des Staates Michigan gewählt. Sein damaliger Wahlkampfmanager war Richard „Dick“ Posthumus, der später sein Stellvertreter („Lieutenant Governor“) als Gouverneur von Michigan wurde. 1979 wechselte er in den Landessenat Michigans und promovierte bald danach zum Dr. iur. Im Jahr 1985 wurde er Fraktionschef der Republikaner im Landessenat von Michigan, 1990 wurde er dann zum Gouverneur gewählt.

## Gouverneur von Michigan
John Engler trat sein neues Amt am 1. Januar 1991 an. Nach je einer Wiederwahl in den Jahren 1994 und 1998 konnte er bis zum 1. Januar 2003 amtieren. Der Hauptschwerpunkt seiner Regierung lag auf dem Gebiet der Bildungspolitik. Zu diesem Zweck wurden die Haushaltsmittel für die Grund und Hauptschulen um bis zu 80 % erhöht. Die Standards an den Schulen wurden ebenfalls erhöht. Darüber hinaus sorgte er laut National Governor Association durch Steuererleichterungen dafür, dass in den 1990er Jahren etwa 831 000 neue Stellen geschaffen wurden. Der Gouverneur betrieb ansonsten eine sparsame Haushaltspolitik, er baute die Bürokratie in der Verwaltung ab und er reformierte einige Teile des Verwaltungsapparats. Am Ende seiner Amtszeit war die Verwaltung Michigans, unter Ausschluss der Sicherheitsorgane, um 23 % verkleinert worden. John Engler war auch Mitglied einiger Gouverneursvereinigungen.

## Weiterer Lebensweg
Schon im Jahr 1996, also noch während seiner Gouverneurszeit, war Engler als Vizepräsidentschaftskandidat der Republikaner im Gespräch. Die Partei entschied sich aber dann doch für Jack Kemp. Im Jahre 2000 war er sogar kurzzeitig als republikanischer Präsidentschaftskandidat im Gespräch. Allerdings hat Engler schon sehr früh auf eine Kandidatur zu Gunsten seines Freundes George W. Bush verzichtet.
Engler ist in zweiter Ehe mit Michelle, einer Juristin, verheiratet. Mit ihr hat er Drillinge. 2001 wurde Michelle Engler von Präsident George W. Bush in den Aufsichtsrat der von der US-Regierung geförderten Hypothekenbank Freddie Mac berufen.